# أزمة 1960
أزمة 1960 أو أزمة روتم (بالإنجليزية: Rotem Crisis؛ بالعبرية: المكنسة) كانت مواجهة بين دولة إسرائيل والجمهورية العربية المتحدة في فبراير ومارس عام 1960. بدأت بإستفزازت إسرائيلية على طول الحدود الإسرائيلية السورية، نَشرت مصر قواتها المسلحة على الجبهة الجنوبية لإسرائيل غير المحمية إلى حد كبير، مما أدى إلى مفاجأة إسرائيل. على الرغم من عدم إندلاع أعمال عدائية، إلا أن الأزمة أثرت على الأحداث التي أدت إلى حرب 1967.

## خلفية

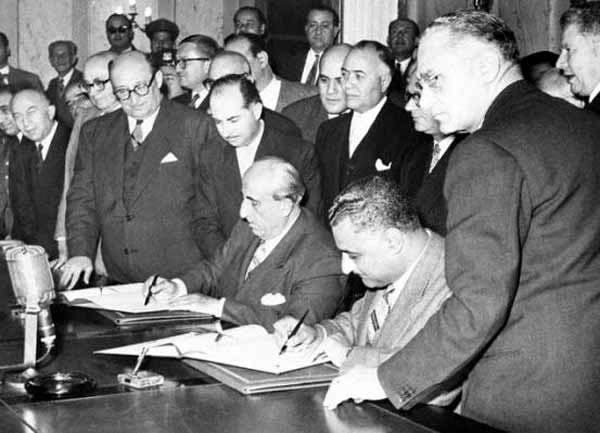
جمال عبد الناصر وشكري القوتلي يوقعان إتفاقية الوحدة بين مصر وسوريا لتشكيل الجمهورية العربية المتحدة.

بعد انسحاب إسرائيل من سيناء، تم إحتلالها خلال العدوان الثلاثي عام 1956، ظلت شبه الجزيرة بحكم الأمر الواقع منزوعة السلاح من معظم القوات المصرية. كان يحرسها لواء مشاة واحد وعناصر من عدة أفواج إستطلاع وما يصل إلى 100 دبابة. على الرغم من أن نتائج أزمة السويس كانت إيجابية من الناحية السياسية بالنسبة للرئيس المصري جمال عبد الناصر، إلا أن مديرية المخابرات العسكرية الإسرائيلية (أمان)، وكذلك صُناع القرار العسكري والمدني في إسرائيل، إعتبروا الإنتصار العسكري الإسرائيلي في الحرب رادعًا فعالاً أمام المصريين مستقبلًا. في أوائل عام 1960، قدرت وزارة الخارجية الإسرائيلية أن مصر ستسعى «لتجنب مواجهة عسكرية مع إسرائيل والإبقاء على قوة الطوارئ التابعة للأمم المتحدة» (UNEF) في قطاع غزة بعد الأزمة.
على عكس الحدود الجنوبية لإسرائيل، كانت حدودها الشمالية مع سوريا عُرضة لمزيد من النزاعات، متجذرة في الخلافات حول طبيعة وحدود المناطق المنزوعة السلاح بين البلدين. أصبحت هذه التوترات على طول الحدود أكثر تعقيدًا في فبراير 1958 مع إنشاء الجمهورية العربية المتحدة، وهي اتحاد سياسي قصير العمر لمصر وسوريا. فكان من المرجح أن تؤدي عمليات التصعيد على الحدود الشمالية إلى رد فعل على الجبهة الهادئة نسبيًا في الجنوب أيضًا.

## الأزمة

### غارة التوفيق
في أواخر عام 1959، تصاعدت التوترات على طول الحدود الشمالية مرة أخرى بسبب دخول المزارعيون الإسرائيون جنوب المنطقة المجردة من السلاح ومحاولة الإستحواز علي الأرض على الشاطئ الشرقي لبحيرة طبريا. بدأ السوريون في نهاية المطاف بقصف المواقع العسكرية الإسرائيلية بقذائف الهاون الثقيلة، وفي 31 كانون الثاني (يناير) 1960، قتل شرطي إسرائيلي وأصيب اثنان آخران. في الليلة نفسها، نفذ لواء غولاني الإسرائيلي عملية هارجول (الكريكيت)، في مداهمة المواقع السورية في قرية التوفيق. قُتل تسعة سوريين وأصيب 15 بجروح، فيما تكبدت إسرائيل ثلاث قتلى و 17 جريحًا. رداً على ذلك، رفع الجيش السوري حالة التأهب، وحشد لواءين إحتياطيين، وحرك فوج مدفعية وسرية دبابات بالقرب من الحدود.
صورت وسائل الإعلام العربية غارة التوفيق على أنها هزيمة إسرائيلية، وحملت تقارير عن خسائر فادحة لقوات الدفاع الإسرائيلية. كما أنها لم تُخفِ أي سرّ حالة التأهب القصوى في كل من مصر وسوريا. كتب محمد حسنين هيكل، صديق ومستشار الرئيس جمال عبد الناصر، في "الأهرام" في الأول من شباط (فبراير)، أن مصر أعلنت حالة الطوارئ ونقلت قواتها إلى الحدود، حيث «يشكل الجيشان كماشة فعالة ضد إسرائيل.» ومع ذلك، لم تجد المخابرات العسكرية الإسرائيلية أي دليل على مثل هذه التحركات، وعزت حالة التأهب المتزايدة في كل من مصر وسوريا إلى مخاوف من مزيد من الهجمات الإسرائيلية. يبدو أن القادة العرب اعتقدوا بصدق أن إسرائيل كانت تستعد لشن هجوم. في 8 فبراير، ذهب ناصر إلى حد التصريح بأن الجمهورية العربية المتحدة كانت تتوقع هجومًا إسرائيليًا «في أي لحظة». بينما عززت إسرائيل قواتها في أعقاب التحركات السورية، لم تضع خططًا لبدء الأعمال العدائية، بل كانت تعمل على تهدئة التوترات في الشمال.

### التعبئة المصرية
نظرًا لأن أيًا من الجانبين لم يسع في الواقع إلى المواجهة، بدا أن التوترات تهدأ في الأسبوع الثاني من فبراير. تم سحب القوات الإسرائيلية من منطقة الشمال. لكن في 12 فبراير، قُتل جنديان إسرائيليان كانا في دورية بنيران سورية بالقرب من بحيرة الحولة. على الرغم من أن إسرائيل ردت بتحذيرات صارمة، إلا أن كلا الجانبين حافظا على الهدوء في البداية. لكن ابتداءً من 15 و 16 فبراير / شباط، بدأت الجمهورية العربية المتحدة في تلقي معلومات إستخبارية عن الاستعدادات الإسرائيلية لشن هجوم على سوريا. وشملت هذه الأخبار عن تجمعات كبيرة للجيش الإسرائيلي في الجليل، وتعبئة تشكيلات الاحتياط، وإغلاق ميناء حيفا للشحنات العسكرية، وإستدعاء الطيارين والضباط من الخارج، ومناقشات حادة بين القادة الإسرائيليين. كانت معظم هذه المعلومات الإستخبارية، التي ربما قدمها الاتحاد السوفيتي على الأرجح غير صحيحة ومع ذلك كانت قيادة الجمهورية العربية المتحدة مقتنعة بهجوم إسرائيلي وشيك، من المحتمل أن يكون مقررًا في 22 فبراير.
يبدو أن ناصر قد إعتقد بأن حالة التأهب المعلنة علناً بعد حادثة التوفيقية قد نجحت في ردع إسرائيل عن مهاجمة سوريا. الآن بعد أن زُعم أن إسرائيل تنشر قواتها مرة أخرى، أمر ناصر (على الأرجح في 16 فبراير) الجيش المصري بدخول سيناء. بدأت وحدات مُتقدمة من الجيش المصري عبور قناة السويس في 17 فبراير وبين 22 و 24 فبراير، تحركت كل من فرقة المشاة الثانية والفرقة الرابعة المدرعة إلى سيناء في صمت إذاعي. بحلول 27 فبراير، كانت 6 من أصل 10 ألوية مشاة في مصر وجميع الألوية المصرية الثلاثة المدرعة في مكانها. تتألف قوات الجمهورية العربية المتحدة على الجبهة السورية من سبعة ألوية إضافية.
شعر المخابرات الإسرائيلية بقرار مصر بالتعبئة بعد وقت قصير من إتخاذه، لكن المخاوف السياسية من إثارة الوضع المتوتر بالفعل على طول الحدود أخرت رحلات الإستطلاع التي تشتد الحاجة إليها. فقط في 23 فبراير، بعد بلاغ أمريكي، قامت طائرة سلاح الجو الإسرائيلي Sud-Ouest Vautour بتصوير منطقة قناة السويس لإعادة الأخبار بأن الفرقة الرابعة المدرعة قد تركت سُكناتها. كشفت رحلة جوية ثانية فوق سيناء في اليوم التالي عن المدى الكامل للإنتشار المصري. إنتشرت القوات المصرية بالقرب من الحدود وفي العمق، وأصبحت القوات الإسرائيلية في النقب، المكونة من 20 إلى 30 دبابة في مواجهة 500 دبابة ومدمرة دبابات SU-100 مصرية.

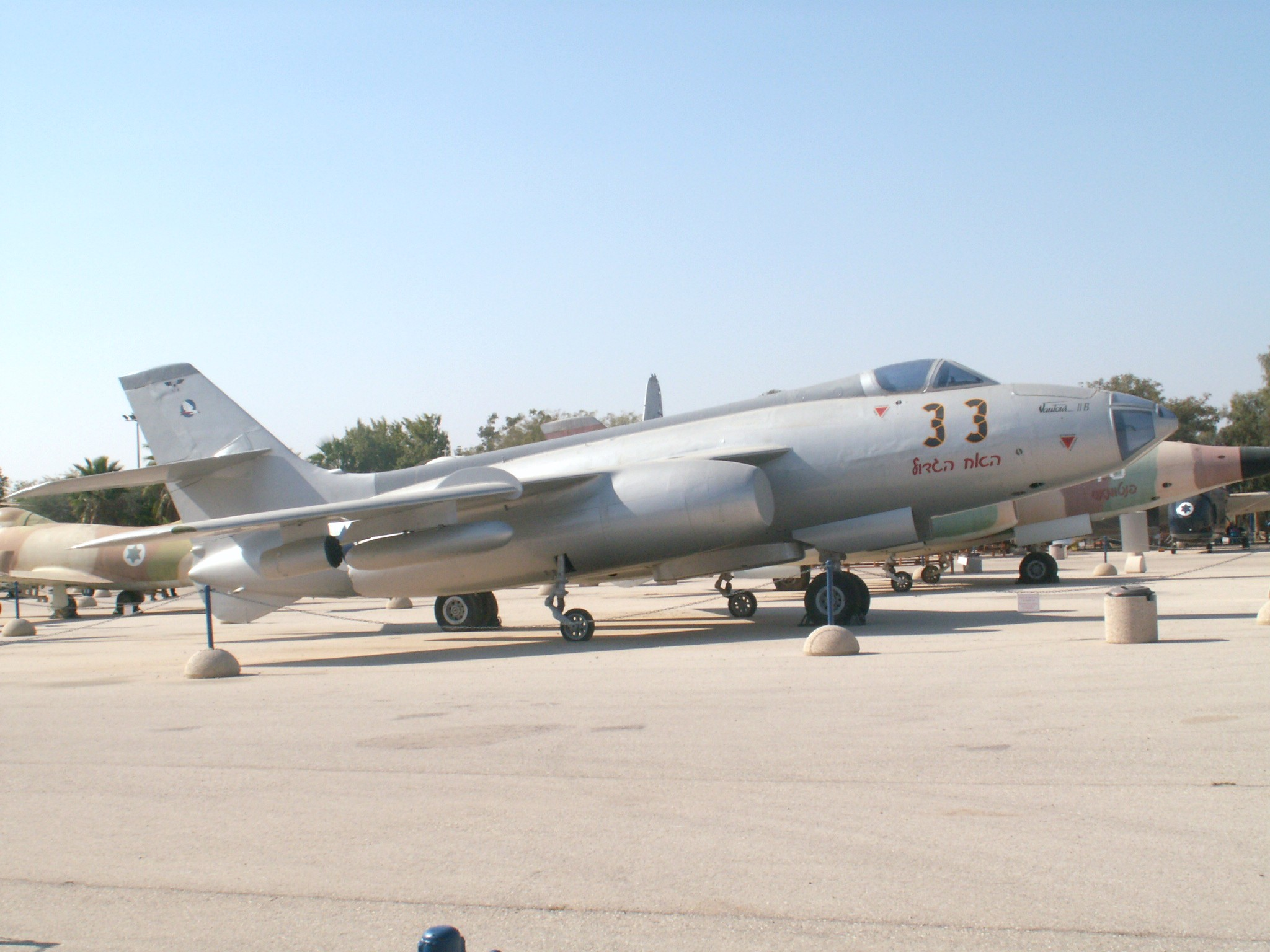
Sud-Ouest Vautour IIB 33 "الأخ الأكبر" في متحف سلاح الجو الإسرائيلي. قامت هذه الطائرة برحلات إستطلاعية لسلاح الجو الإسرائيلي يومي 23 و 24 فبراير.

### الرد الإسرائيلي
في 25 شباط / فبراير، أرسل رئيس عمليات الجيش الإسرائيلي، إسحاق رابين، رسالة إلى عيزر وايزمان، القائد العام لسلاح الجو الإسرائيلي، قال فيها: «لقد أُلقي القبض علينا ونحن نرتدي سروالنا. خلال الأربع وعشرين ساعة القادمة كل شيء يعتمد على القوة الجوية.» كانت إسرائيل في موقف حرج و أصدرت هيئة الأركان العامة للجيش الإسرائيلي الآن مجموعة من الأوامر، تحمل الاسم الرمزي «روتيم»، لتحرك طارئ للقوات. وقد دعت خطط إسرائيل للدفاع عن الجنوب إلى نشر أربعة ألوية. رفض رئيس الوزراء دافيد بن غوريون طلب الجيش الإسرائيلي بتعبئة ضخمة للإحتياطيات، لكنه سمح باستدعاء 7000 رجل، وهو الحد الأدنى المطلوب للحفاظ على حالة التأهب القصوى لفترة طويلة من الوقت. وهكذا كانت الوحدات التي تم نشرها في الساعات الأربع والعشرين التالية عبارة عن وحدات عسكرية نظامية في الغالب. إنتشر لواء غولاني الأول واللواء السابع مدرع في شمال النقب، بالقرب من مدخل رفح، في حين سيطر لواء المظليين 35 واللواء 37 ميكانيكي على منطقة كتسيعوت. ومع تحرك هؤلاء إلى مواقعهم، صدرت تعليمات للقوات الجوية بالاستعداد لعمل فوري ضد القوات المصرية في سيناء.
بالإضافة إلى الخطر المباشر لهجوم مصري على دفاعاتها غير الكافية، واجهت إسرائيل أيضًا تهديدين إضافيين. أولاً، يمكن أن يتدهور حشد القوات على جانبي الحدود، حتى عن غير قصد، إلى حرب مفتوحة. علاوة على ذلك، فإن الوجود المصري المكثف على الحدود سيجبر إسرائيل على الإبقاء على قواتها، ومعظمها من قوات الاحتياط، في الجنوب لفترة غير محددة من الوقت، مما يمثل استنزافًا للموارد الوطنية. يمكن أن يكون لهذه تداعيات أيضًا على نقاط صراع أخرى، مثل الشحن الإسرائيلي في البحر الأحمر. كان بن غوريون قد رفض استدعاءً مكثفًا لجنود الاحتياط من أجل البقاء بعيدًا عن الأنظار ومنع الأعمال التي قد تُعتبر استفزازية، كما رفض السماح برحلات استطلاعية إضافية فوق سيناء. مَنعت الرقابة وسائل الإعلام من الإبلاغ عن حالة التأهب المشددة، والتقى بن غوريون برؤساء تحرير الصحف لإطلاعهم على ما لا ينبغي عليهم نشره.

### دور الأمم المتحدة
تحولت إسرائيل إلى الجبهة الدبلوماسية. وشددت في مداخلاتها للولايات المتحدة والأمم المتحدة على الوجود العسكري العربي المتزايد على حدودها والمعلومات العربية الخاطئة فيما يتعلق بنواياها تجاه سوريا. طُلب من الأمين العام للأمم المتحدة داغ همرشولد التدخل لدى القاهرة، لكنه أخبر الدبلوماسيين الإسرائيليين أنه لا يعتبر الوضع خطيرًا بما يكفي لاتخاذ إجراءات، وأن التغيير الجذري في خططه لن يؤدي إلا إلى تفاقم التوترات. أثار هذا الرد غضب وزيرة الخارجية الإسرائيلية جولدا مئير. في 25 فبراير، طلبت من ممثل إسرائيل في الأمم المتحدة، يوسف تيكواه، التحدث إلى همرشولد مرة أخرى، بشأن إنتشار شائعات مصرية في قطاع غزة وإخلاء محتمل لقوة الطوارئ التابعة للأمم المتحدة. كما أعرب المسؤولون الإسرائيليون عن إنزعاجهم من عدم إبلاغ العسكريين التابعين للأمم المتحدة لإسرائيل عن تحركات عسكرية مصرية مهمة في منطقة غزة، على الرغم من قيامهم بذلك من قبل. لم يقترح هامرشولد سوى زيارة المنطقة «في المستقبل القريب»، أو لقاء بن غوريون خلال زيارته المرتقبة للولايات المتحدة. وأشار إلى أن مصر أبلغت الأمم المتحدة برحلة الاستطلاع في 23 فبراير، لكنها لم تقدم شكوى رسمية، في مؤشر على إحجامها عن تصعيد الأزمة. من غير الواضح ما إذا كان همرشولد قد إتصل بالقاهرة فيما يتعلق بالمخاوف الإسرائيلية، وسرعان ما خلص بن غوريون إلى أنه لا يمكن الاعتماد على همرشولد للحصول على المساعدة.

### خفض التصعيد
وبينما كانت القوات المصرية تستكمل إنتشارها، بدأت المخابرات الإسرائيلية في إلتقاط مؤشرات على إنخفاض حالة التأهب العسكرية في مصر. في 27 فبراير، استؤنفت مناورات القوات الجوية المصرية، ووصل المزيد من هذه المؤشرات في الأيام اللاحقة. في ضوء ذلك، سمح بن غوريون ورئيس أركان الجيش الإسرائيلي حاييم لاسكوف بتسريح 6000-7000 جندي إسرائيلي، وعاد اللواءان السابع والخامس والثلاثون إلى حالتهما المعتادة. على الرغم من أن القوات المصرية كانت لا تزال منتشرة بالكامل، تم تسريح جميع جنود الاحتياط الإسرائيليين باستثناء 400 جندي بحلول 5 مارس.
كما بدأت القوات المصرية في 9 مارس بالانسحاب، بدءًا من الفرقة الثانية وتلاها في النصف الثاني من الشهر بالفرقة الرابعة. ووصفت إفتتاحية في الأهرام في نفس اليوم الأزمة من المنظور المصري: مَنع إنتشار مصري إسرائيل من مهاجمة سوريا، مما دفع مجلس الوزراء الإسرائيلي إلى التصرف دبلوماسياً وليس عسكرياً. ووصفت وسائل الإعلام المصرية النتيجة، التي صمتت في الغالب عن القضية منذ 24 فبراير، بأنها إنتصار باهر للجيش المصري.

## آثار الحادثة

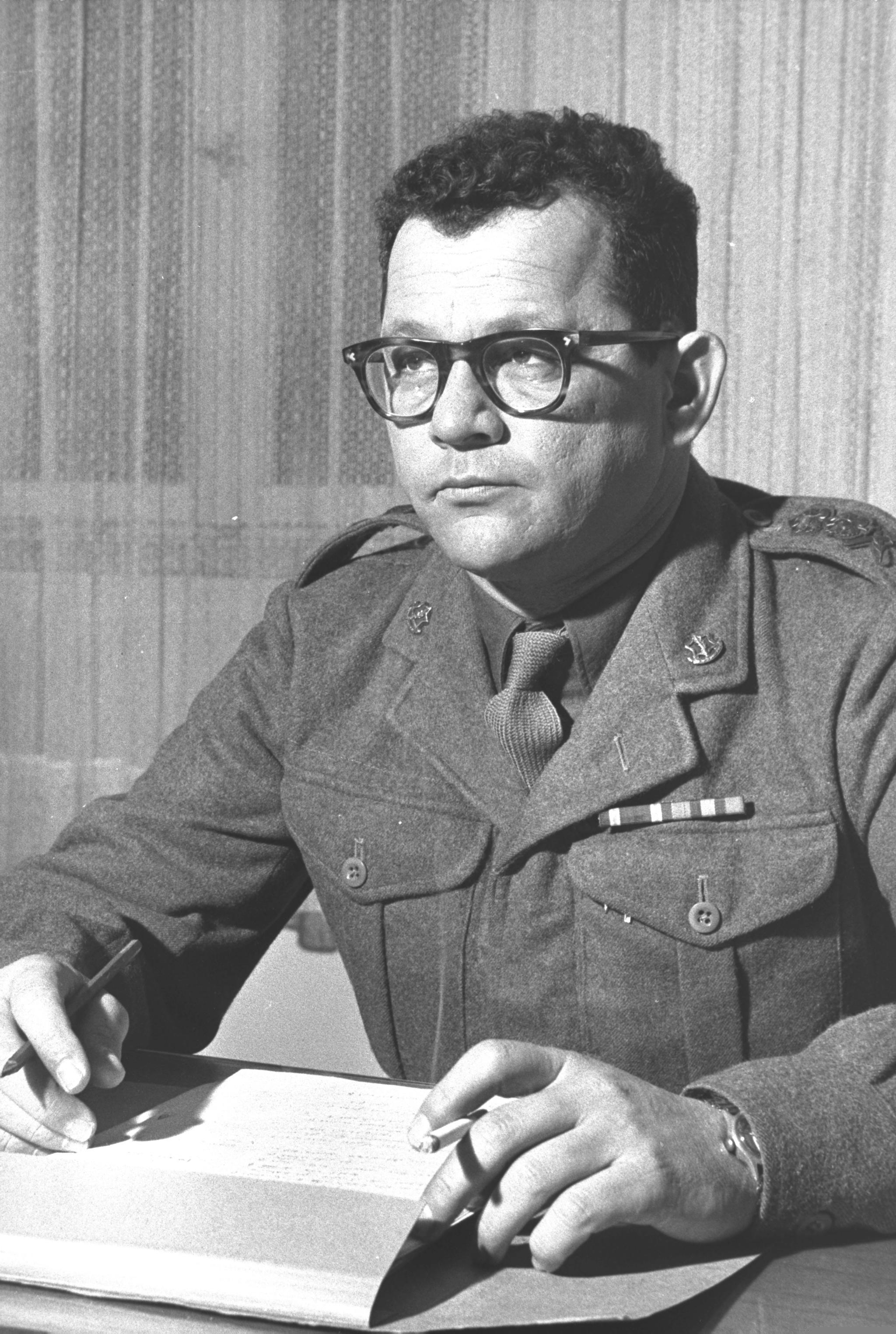
رئيس هيئة الأركان العامة للجيش الإسرائيلي وقت أزمة روتيم، راف ألوف حاييم لاسكوف

على الرغم من إهمالها في تأريخ الصراع العربي الإسرائيلي، كانت أزمة ١٩٦٠ أخطر تحد لعقيدة الردع الإسرائيلية في السنوات ما بين العدوان الثلاثي وحرب ١٩٦٧. وصفها حاييم لاسكوف بأنها أكثر الأحداث دراماتيكية في فترة ولايته. وقد كَشفت عن أوجه قصور في الاستخبارات الإسرائيلية، التي فشلت في توفير تحذير من تهديد وشيك، وفي قُدرة الجيش الإسرائيلي على ترجمة هذه التحذيرات إلى عمل فوري. على الرغم من أن المعلومات الاستخباراتية أشارت إلى أن القوات المصرية كانت في حالة تحرك، فقد مر أسبوع قبل ظهور الصورة الكاملة للإنتشار المصري الموسع وإتخاذ الإجراءات المضادة. كتب رابين، رئيس الأركان المستقبلي، في وقت لاحق أن المخابرات الإسرائيلية لم تكن في وضع أسوأ من أي وقت مضى. فقد لاسكوف كل ثقته برئيس المخابرات العسكرية حاييم هرتسوغ، لكن بن غوريون منعه من إقالته. أثرت الأزمة على سياسة الأمن القومي الإسرائيلي، حيث عرّفت أي حشد عسكري مصري على طول حدودها بأنه غير مقبول، بينما إتخذت أجهزة المخابرات الإسرائيلية تدابير مكثفة لتحسين قدراتها في جمع المعلومات.
أصبحت الأزمة تُعتبر بمثابة «مُحاكاه تجريبية» للأحداث التي أدت إلى حرب 1967. توصلت إسرائيل ومصر إلى إستنتاجات مُختلفة للغاية من الأزمة. في حين توصلت الأولي إلى الاعتقاد بأنه تم وضع قواعد جديدة ومقيدة، وأعتقدت الأخيرة أنها قد إكتسبت مساحة أكبر للمناورة، وقادرة على ردع إسرائيل من خلال نشر القوات دون الحاجة الفعلية لخوض الحرب. عندما قام ناصر، في عام 1967، بحشد الجيش المصري مرة أخرى إلى سيناء بعد ورود تقارير متجددة عن التوتر على طول الحدود الإسرائيلية السورية، تم تذكير الكثيرين في هيئة الأركان العامة للجيش الإسرائيلي بأحداث عام 1960. لاحظ كل من رابين ووايزمان، في مذكراتهما الخاصة، أن أحداث عام 1967 بدت للوهلة الأولى وكأنها تكرار لأزمة ١٩٦٠، وأن الدروس المُستفادة من الأولى طُبقت في الثانية. كان هناك في البداية القليل من التفكير في الحرب. في عام ١٩٩٢، أشار اللواء المتقاعد جمال ماتلوم "Mat'lum"، مدير مركز الدراسات الاستراتيجية بالجيش المصري، أيضًا إلى الدور الذي لعبته أزمة ١٩٦٠ في صُنع القرار المصري عام ١٩٦٧:
وقعت أزمة ١٩٦٠، عندما تحركت إسرائيل ضد سوريا وردّت مصر وركزت معظم قواتها في سيناء، وإمتنعت إسرائيل. ربما تخيلت القيادة المصرية إمكانية استعراض القوة العسكرية الذي سينتهي بدون حرب، كما حدث عام ١٩٦٠.
و مع ذلك، في حين أن الانتشار المصري في عام ١٩٦٠ كان متحفظًا، فقد تم في عام ١٩٦٧ على مرأى ومسمع الجمهور. أثار الإنتشار الجديد حماسًا واسعًا في العالم العربي، مما ترك مجالًا أقل للمناورة للاعبين المختلفين. طالب ناصر بانسحاب UNEF وسرعان ما إكتسبت الأزمة زخمًا خاصًا بها، مما أدى إلي هز صورة الردع الإسرائيلية وساعد علي الإنزلاق للحرب.

### فهرس
- Gluska، Ami (2007). The Israeli Military and the Origins of the 1967 War: Government, armed forces and defence policy 1963–1967. Routledge. ISBN:978-1-134-16377-9. مؤرشف من الأصل في 2022-01-12.
- Katz، Samuel (1988). Israeli elite units since 1948. Osprey Elite Series. Osprey Publishing. ISBN:978-0-85045-837-4. مؤرشف من الأصل في 2021-12-19.
- Oron، Yitzhak (1960). Middle East Record Volume One 1960. Israel Oriental Society. مؤرشف من الأصل في 2023-05-18.
- Norton، Bill (2004). Air War on the Edge – A History of the Israel Air Force and its Aircraft since 1947. Surrey, UK: Midland Publishing  [لغات أخرى]‏. ISBN:978-1-85780-088-3. مؤرشف من الأصل في 2023-07-29.{{استشهاد بكتاب}}:  صيانة الاستشهاد: علامات ترقيم زائدة (link)